# Richard Utech
Friedrich Wilhelm Heinrich Richard Utech (* 26. August 1868 in Berlin; † 22. August 1940 ebenda) war ein deutscher Wirtschafts-Manager. Utech stand von 1913 bis 1932 der Victoria-Versicherung als Generaldirektor vor.

## Leben
Utech promovierte 1892 an der Universität Halle mit einer Dissertation Über Wortentstellungen bei Shakespeare zum Dr. phil.
Am 15. Juni 1893 trat er in die Dienste der Victoria-Versicherung und begann in der Unfallabteilung. Am 7. September 1896 kam er in die Außendienstverwaltung, in der Utech am 22. Februar 1904 Vorsteher wurde. Am 1. März 1906 wurde er Vorsteher der Hypotheken-Abteilung. Am 1. Mai 1912 erfolgte die Ernennung zum Prokuristen und vom 1. Januar 1913 ab, als Generaldirektor Otto Gerstenberg ausschied, die Ernennung zum Direktor.
Bereits am 15. Juli 1913 wurde Utech neben Generaldirektor Paul Thon zum Generaldirektor ernannt und war seit 1. Januar 1918 alleiniger Generaldirektor der Victoria-Versicherung.
1932 trat er aus Gesundheitsgründen nach 40-jähriger Dienstzeit bei der Versicherung in seiner Funktion als Generaldirektor der Victoria Leben, Feuer und Rückversicherung zurück. Sein Nachfolger wurde der bisherige Direktor der Herner Grubenvereinsbank Dr. Emil Herzfelder.
Zudem war er seit dem 28. März 1903 Vorsitzender des Vereins Deutscher Versicherungsbeamten zu Berlin.
Utech war 1936 wohnhaft in Berlin-Schlachtensee.

## Veröffentlichungen
- Über Wortentstellungen bei Shakespeare, Halle 1892.